# Greenfield, Ohio
Greenfield är en ort (village) i Highland County, och Ross County, i Ohio. Vid 2010 års folkräkning hade Greenfield 4 639 invånare.

## Kända personer från Greenfield
- Johnny Paycheck, musiker